# Giacomo Tosti
Giacomo Tosti (Roma, 1945) è un cantante e produttore discografico italiano.
Ha iniziato la sua carriera come cantante incidendo alcuni 45 giri tra la fine degli anni '60 e l'inizio degli anni '70 con lo pseudonimo di Giano Ton, il più venduto dei quali fu Amica mia (1969).
Come produttore discografico si è occupato di diversi gruppi ed artisti, tra cui i Middle of the Road, Scialpi, Ivano Fossati, Gilda Giuliani, Ricchi e Poveri, Patty Pravo, Ivan Graziani e Rino Gaetano.